# Levi Richard Ellert
Levi Richard Ellert (San Francisco, 20 ottobre 1857 – San Francisco, 21 luglio 1901) è stato un politico statunitense, 23° sindaco di San Francisco.